# Albert Salsas
Albert Salsas, né le 26 février 1864 à Palau-de-Cerdagne (Pyrénées-Orientales) et mort le 4 juin 1940, est un historien de la Cerdagne.

## Biographie
Receveur honoraire de l'Enregistrement et des Domaines, il avait une culture juridique solide qu'il avait doublée d'une culture historique très vaste. Aussi l'on peut dire qu'il fut un des représentants les plus autorisés de la science historique en Roussillon.
Albert Salsas descendait d'une très vieille famille cerdane dont il est déjà fait mention, au XIIe siècle, dans la vallée de Lillet, sous la forme patronymique Salzes. On trouve cette famille à Osséja au XIIe siècle, à Bellver et à Hix au XIIIe siècle et, à Las Cases de la Perche au XVe siècle, sous les formes Sals, Salcz, Saus avant le XVe s. et, sous les formes Salas, Salssas, Salses, Salces à dater de 1590. Ce n'est qu'à partir du XVe siècle que l'on peut établir une généalogie suivie de cette famille.
Les travaux inédits d'Albert Salsas déposés aux archives départementales de Perpignan (12 caisses), notamment le résultat de ses recherches généalogiques et héraldiques, ont été utilisés par de nombreux chercheurs.

## Publications
L'œuvre d'Albert Salsas débute en 1891 par une monographie publiée jusqu'en 1894 dans le "Courrier de Céret" : Prats-de-Mollo en Vallespir
- en 1892 il publie La construction du pont de Céret en MCCCXXI, Céret, L. Lamiot, 1892, 16 p. (lire en ligne)
- en 1893 il publie Salsas, Albert, De Cerdagne en Vallespir, Perpignan, Imprimerie de l'indépendant, 1893, 30 p. (lire en ligne)
- de 1894 à 1895, paraissent l'Armorial du Roussillon et l' Armorial du Comté de Cerdagne
- Cerdagne espagnole, Perpignan, Imprimerie-Librairie de l'Indépendant, 1899, 229 p. (lire en ligne) [2].

Cet ouvrage lui vaut une médaille de vermeil de la « Société Agricole, Scientifique et Littéraire des Pyrénées-Orientales » ; dans la « Revue d'Histoire et d'Archéologie du Roussillon » 
- de 1900 à 1905 il a publié Un recensement de l'ancien Diocèse d'Elne au XIVe siècle, Consécration des églises d'Astoll et de Saillagouse, Briques armoriées provenant du Prieuré cistercien de Saint-Guillaume, à Perpignan, Catalogue des Bourgeois honorés de la ville de Perpignan, Bourgeois de matricule, Les monuments figurés de l'art héraldique en Roussillon qui lui vaut une médaille d'argent de la Société française d'archéologie pour la conservation des monuments historiques, Sigillographie roussillonnaise.